# Verbandsgemeinde Egelner Mulde
In de Verbandsgemeinde Egelner Mulde werken vijf gemeenten uit de Landkreis Salzlandkreis samen ter vervulling van de gemeentelijke taken. Juridisch gezien behouden de deelnemende gemeenten hun zelfstandigheid.

## Deelnemende gemeenten
Deelnemende gemeente met bijbehorende Ortsteile zijn:
- Bördeaue (1.785)
- Börde-Hakel (3.008)
- Borne (1.177)
- Egeln, Stad * (3.200)
- Wolmirsleben (1.303)